# The Railway Series
The Railway Series es una conocida saga británica de 42 libros infantiles, cuyo marco de las aventuras está localizado en la isla ficticia de Sodor. Los libros fueron escritos por el reverendo Wilbert Vere Awdry (1911-1997), que escribió los primeros 26 libros y creó junto a su hermano George la historia ficticia de Sodor, y su hijo Christopher Awdry, al cual le contaba las primeras historias cuando era pequeño y que continuó con la labor de su padre escribiendo los libros del 27 al 41 (que es el último escrito hasta la fecha). Los protagonistas principales son un grupo de locomotoras antropomorfizadas, aunque también hay más vehículos, las cuales viven diversas situaciones propias de los ferrocarriles como son los accidentes aunque no tan serios, o atascos. Todos ellos basados en hechos reales ferroviarios.
El reverendo Awdry, como buen entusiasta y admirador de los trenes, estableció que las historias de sus libros deberían ser lo más realista posible, como se demuestra en su decepción de cuando se estrenó el capítulo El bosque de Henry, en inglés Henry's Forest, al considerarlo nada realista, ya que Henry podría haber causado un incendio forestal si las chispas de cenizas de su chimenea hubieran alcanzado los árboles. Todos los demás vehículos, incluyendo las locomotoras protagonistas, están basados en vehículos reales.
La serie de libros fue un éxito rotundo en Gran Bretaña de las cuales se han comercializado audiolibros narrados por distintos actores, y en 1984 se estrenó la serie de televisión conocida como Thomas the Tank Engine and Friends que ha dado a conocer a todo el mundo sus carismáticos personajes de los cuales se han sacado multitud de merchandising y fascinación por el antiguo ferrocarril de vapor tanto en niños como en adultos, y haciendo que la serie de libros de los Awdry obtuvieran mucho más valor.

## Orígenes e historia
El reverendo empezó a imaginar sus personajes cuando su hijo Christopher padecía de sarampión en el año 1942. Su padre le contaba rimas e historias sobre trenes para que se alegrase mientras se recuperaba. Una de las rimas favoritas de Christopher Awdry es:
Early in the morning,
Down at the station,
All the little engines
Standing in a row.
Along comes the driver,
Pulls the little lever
Puff, puff! Chuff, chuff!
Off we go!
Cuyo traducción literal sería:
En la mañana,
En la estación,
Todas las pequeñas locomotoras,
En fila.
Viene el conductor,
Tira de la pequeña palanca
¡Puff, puff! ¡Chú chú!
¡Allá vamos!
Los orígenes de dicha rima son inexactos pero Brian Sibley, autor de la novela autobiográfica de Wilbert Awdry The Thomas the Tank Engine man, supone que debieron estar localizados durante algún punto de la Primera Guerra Mundial. Las preguntas de Christopher Awdry a su padre y sus respuestas llegaron a la creación de la primera historia del libro El día libre de Edward, en inglés Edward 's Day Out, donde se introdujo el personaje de Edward la Locomotora Azul, la locomotora más antigua del ferrocarril dirigido por Sir Topham Hatt el cual era objeto de burlas de sus compañeros por ser antiguo y de que nadie quería usarlo hasta que un día vuelve a salir fuera por los vagones de pasajeros. Después se creó otra historia sobre Edward y donde se introducía otro conocido personaje: Gordon la Locomotora Grande, llamado así por un niño mandón que vivía cerca de los Awdry.
Se creó una tercera historia sobre una locomotora verde llamada Henry, que empezaba con una rima, la cual comentaba la personalidad de Henry y su desagrado hacia la lluvia que le llevó a quedarse dentro de un túnel. Esta tercera historia se tituló La triste historia de Henry (The sad story of Henry). La rima parece estar basada en un libro de rimas infantiles publicado en 1902 cuando al reverendo le llegó una carta acerca de las similitudes de dicha rima. La historia introdujo, aparte de Henry la Locomotora Verde, el personaje de Sir Topham Hatt conocido por todos como The Fat Controller en inglés, director de casi todos los ferrocarriles de Sodor e Ingeniero en jefe de la construcción de la línea principal.
Wilbert Awdry, apoyado por su mujer Margaret, decidió publicar las tres historias en un solo libro a Edmund Ward para su publicación en 1943. El jefe de división de libros infantiles le instigó sobre una cuarta historia donde saliesen a la vez Edward, Gordon y Henry para liberarle de su ladrillamiento después de encerrarle por su cabezonería. Aunque el reverendo no tenía pensado en juntar las historias de las tres locomotoras en un mismo ferrocarril hizo caso del jefe de división y creó la historia de Edward, Gordon y Henry, el cual Gordon se estropeó, y Edward y Henry tuvieron que llevar el expreso. El libro llevó como título The Three Railway Engines y fue publicado finalmente en 1945 con ilustraciones de William Middleton.
En la Navidad de 1942, unos años antes, Wilbert Awdry creó a su más famoso personaje a partir de un tren de juguete para su hijo Christopher al que nombraron Thomas. El pequeño Christopher le pidió a su padre historias sobre la locomotora y en 1946 se publicó las historias de la famosísima locomotora en un libro titulado Thomas the Tank Engine, con ilustraciones de Reginald Payne las cuales el reverendo quedó mucho más satisfecho que las de Middleton. El juguete de Thomas era de color verde originalmente en vez de su clásico color azul.
Ambos libros fueron un éxito rotundo y a Awdry le pidieron más historias sobre la locomotora que Thomas salvó al final de Thomas the Tank Engine: James la Locomotora Roja, que al principio era de color negro, pero fue repintado a su conocido color rojo. El libro sobre James fue publicado en 1948 e ilustrado por C. Reginald Dalby.
C. Reginald Dalby ilustró todos los libros hasta el número 11, Percy the Small Engine, re-ilustró The Three Railway Engines y dio algunos retoques al libro Thomas the Tank Engine. Dalby también fue polémico debido al enfado de Awdry con su ilustración de Percy en el último libro que ilustró, al cual definió como una oruga verde con rayas rojas. Dalby fue sustituido por John T. Kenney y creó a otros personajes populares de la serie como Percy, Toby, Duck, Annie, Clarabel, Henrietta, Bertie, Terence, Trevor, Skarloey, Rheneas, Peter Sam, Sir Handel y el director Delgado (The Thin Controller).
John T. Kenney ilustró los libros del 12 al 17 pero no pudo seguir con su labor debido a un problema óptico así que fue sustituido por el matrimonio Peter y Gunvor Edwards, cuyas ilustraciones tenían una clara inspiración impresionista e ilustraron los últimos libros del reverendo Wilbert Awdry.
Para conseguir que sus historias fueran lo más real posible, el reverendo Awdry se ayudó de una sección en la revista ferroviaria  Railway Gazette, para recrear las distintas situaciones a las que se enfrentaban los protagonistas de sus historias. Algunos de los ferrocarriles de Sodor están basados en ferrocarriles reales como son el de Skarloey, que está basado en el de Talyllyn o el de Culdee Fell que está basado en el de Snowdon Mountain, ambos en Gales.
El reverendo continuó escribiendo los libros hasta 1972 con Tramway Engines como el último de sus libros, debido a una falta de ideas a la que definió como el molino que se ha secado. No escribió más libros de su Railway Series, pero siguió contribuyendo a su mundo creado con historias de sus personajes en múltiples anuarios. El episodio de la primera temporada de la serie televisiva Thomas' Christmas Party, expandió algunas de sus historias recientes y escribió junto a su hermano George Awdry el libro The Island of Sodor: Its People, History and Railways, el cual contaba la historia de Sodor desde tiempos antiguos y la creación de sus conocidos ferrocarriles y locomotoras. Este libro publicado en 1987 con ilustraciones de Clive Spong fue descatalogado en Reino Unido en 1992.

## La continuación de la serie
Christopher Awdry continuó con la labor ya hecha de su padre casi por accidente y con el que también compartía su afición y admiración por los trenes. Durante una visita al ferrocarril de Nene Valley tuvo la inspiración de una de las cuatro historias que compondrían el vigésimoséptimo libro Really Useful Engines, la cual contaba acerca de un tren llevado por tres locomotoras a la vez. En la historia, las tres locomotoras que llevaban el tren eran Thomas, Percy y Duck. El libro fue publicado en 1983, al mismo tiempo que se realizaba la primera temporada de la serie de televisión, con el consentimiento de su padre y a la vez como parte de The Railway Series, siendo el número 27 de la colección. 
De ese modo, Christopher Awdry escribió otros trece libros, todos ilustrados por Clive Spong hasta 1996, los cuales incluyen el libro que celebra el 50 aniversario, el número 39, de la famosa serie de libros Thomas and the Fat Controller 's Engines o el libro Thomas and the Great Railway Show donde Thomas visita el Museo Nacional del Ferrocarril de York. Durante la escritura de los libros, el éxito de la serie de televisión convirtió a Thomas en el personaje más popular de The Railway Series y por lo tanto los editores pidieron a Christopher más libros sobre la locomotora azul con los cuales tuvo algunos conflictos.
En 1996, Christopher publicó The New Engine como el número 40 de la serie y a partir de ahí, el publicador Egmont Fleetway expresó el consentimiento de no publicar más libros de la archifamosa serie de libros por lo que los libros fueron descatalogados y no se volvieron a imprimir ese mismo año.
En 2005, después de varios sucesos, Christopher Awdry creó la compañía Sodor Enterprises y su primer libro fue Sodor: Reading between the lines. Este volumen expandió el universo de ficción creado por el reverendo Awdry y muy parecido al descatalogado The Island of Sodor: Its People, History and Railways, en el cual añade la información ya creada por el mismo Wilbert Awdry como la de los nuevos libros de Christopher. Esta nueva editorial escribió varias historias relacionadas con ferrocarriles reales británicos y también promovió eventos relacionados con su serie de libros.
En el año 2006, los libros volvieron a imprimirse en su antiguo formato y en agosto de 2007 los libros escritos por Christopher también fueron relanzados. Meses después se publicó el libro número 41 titulado Thomas and Victoria contando con Clive Spong otra vez como ilustrador.

### El futuro de The Railway Series
En 1996, se descatalogaron todos los libros quedando sólo unos cuantos en librerías. Varios de ellos se re-imprimieron en un formato distinto al clásico, pero este nuevo formato no gustó demasiado y de ese modo fueron descatalogados. En 2004, una imprenta se ofreció a imprimir solo los 26 libros escritos por el reverendo Awdry pero en 2005, el año en el que se celebraba el 60 aniversario de la serie, la familia Awdry quería que todos los libros se publicasen en su antiguo formato. Entonces en 2007, los libros de Christopher, más el nuevo Thomas and Victoria se publicaron, e incluso se lanzó una edición de colección con todos los libros publicados por Christopher titulada como The New Collection.
Christopher Awdry ha establecido que tiene más ideas para expandir el universo creado por su padre, por lo que en un futuro se podrían editar nuevas historias de los ferrocarriles de la isla de Sodor. Algunos relatos que tiene en mente son una visita de Duncan al ferrocarril de Talyllyn, o un libro dedicado a una nueva locomotora llamada Barry, que ayudará a Donald y Douglas en sus trabajos de remolcar mercancías.

## Los ilustradores
Los libros son notablemente conocidos por las ilustraciones donde presentan a los innumerables personajes en las más diversas situaciones, y de un modo vivo y colorido que parece ser consecuencia de la postguerra. En este caso, la Segunda Guerra Mundial. 
Han sido varios los ilustradores de la serie de libros, todos con su propio estilo:
- William Middleton: Fue el primero de todos y el que ilustró el primer volumen de The Three Railway Engines, el único que ilustró. Del cual el reverendo se sintió insatisfecho por su estilo simple e irrealista.

- Reginald Payne: El segundo ilustrador no fue muy duradero, pero si fue importante, ya que él creó la forma y el color que caracterizarían al famoso personaje del reverendo Awdry, Thomas en Thomas the Tank Engine. Aunque Thomas originalmente era de color verde y de una forma distinta a la archiconocida locomotora, el reverendo se sintió mucho más satisfecho que con su trabajo que con el de Middleton.

- C. Reginald Dalby (1904-1983): Es quizás el más relevante de todos los ilustradores, ya que dio a conocer a casi todos los personajes más relevantes de The Railway Series. Ilustró James the Red Engine, Tank Engine Thomas again, Troublesome Engines, Henry the Green Engine, Toby the Tram Engine, Gordon the Big Engine, Edward the Blue Engine, Four Little Engines, y Percy the Small Engine, los libros del 3 al 11. También re-ilustró el primer libro The Three Railway Engines, y dio algunos retoques a Thomas the Tank Engine. Payne no pudo seguir ilustrando los demás libros así que Dalby fue elegido como nuevo ilustrador. Su trabajo ganó popularidad entre los lectores, pero no en ocasiones con el reverendo, el cual ya se mencionó, no le gustó el diseño de Percy en el libro 11. A quien definió su diseño como una oruga verde con rayas rojas. Dalby disgustado, dimitió, pero su labor siempre será reconocida.

- John T. Kenney (1911-1972): Su estilo no era del todo colorido, pero si más realista. Por lo que su relación con el reverendo Wilbert Awdry fue más tranquila y cómoda. Ilustró The Eight Famous Engines, Duck and the Diesel Engine, The Little Old Engine, The Twin Engines, Branch Line Engines, y Gallant Old Engine. Debido a un problema óptico Kenney no pudo ilustrar más libros de The Railway Series.

- Gunvor y Peter Edwards: Este matrimonio de origen sueco ilustraron los últimos libros del reverendo (18-26), en los cuales se pueden apreciar una clara inspiración impresionista. Gunvor Edwards empezó a ilustrar Stepney the ″Bluebell″ Engine, pero no quedó satisfecha con su trabajo. Así que pidió asistencia a su esposo Peter y de ese modo ambos aparecen acreditados como ilustradores. Ilustraron también Mountain Engines, Very Old Engines, Main Line Engines, Small Railway Engines, Enterprising Engines, Oliver the Western Engine, Duke the Lost Engine, y Tramway Engines.

- Clive Spong: Es el ilustrador actual de la serie y por ahora el más duradero y que más libros de la serie ha ilustrado. Ha ilustrado todos los libros escritos por Christopher Awdry y del cual está satisfecho por realizar una labor equiparada a la de C. Reginald Dalby. Es decir, unas ilustraciones muy coloridas. También ilustró algunos libros spin-off de la serie y ayudó a ilustrar The Island of Sodor: Its People, History and Railways.

## Formato y presentación
Los libros son de tapa dura, de formato apaisado y con 60 páginas cada uno. Las tapas son duras y nada gruesas, pero las tapas de las reediciones si fueron más gruesas. Diferentes de color entre sí (pueden ser azules, rojas, verdes, amarillas, naranjas, etc.) y cada portada lleva una ilustración del libro mismo. La portada más conocida es la de Thomas the Tank Engine, con Thomas saliendo de un túnel, sonriendo y llevando los vagones de mercancías de Edward. El formato siempre ha sido apaisado, incluidas las reediciones.
Cada libro comienza con un pequeño prólogo de una página en forma de carta del autor hacia una determinada persona, cuyo contenido depende del libro. A veces se incluye un pequeño párrafo debajo, en el cual el autor da su agradecimiento a los que han ayudado a colaborar o inspirar un hecho de una historia del libro. La estructura narrativa consta de 60 páginas, de las cuales están divididas de mitad en mitad. Es decir, 30 páginas de los hechos de la historia y 30 páginas para las ilustraciones. Todos los libros constan de cuatro capítulos, a excepción del libro Henry the Green Engine que tenía una historia extra en la cual Percy desea ponerse una bufanda para permanecer caliente durante el frío invierno y acaba con los pantalones de Sir Topham Hatt como bufanda debido a un descuido. Por lo tanto, el libro contiene 63 páginas de historias e ilustraciones. Los libros tienen una medida de 14'3 centímetros de ancho y 10'7 centímetros de alto.
El inusual formato de los libros los hacía reconocibles al instante. Aunque muchos libreros se quejaban de que ese inusual formato los hacía fácilmente accesibles para robarlos y difíciles de exhibir. Este formato fue copiado por los editores de Ian Allen para sus libros de Sammy the Shunter.
Inusualmente para los libros infantiles durante el período de austeridad, los libros de The Railway Series fueron impresos totalmente en color desde el principio. Este hecho es citado por muchos críticos como uno de los mayores puntos de venta en tiempos anteriores.

## El marco de las aventuras: La isla de Sodor
El reverendo Wilbert Awdry recibió numerosas cartas de los admiradores de las historias acerca del ferrocarril donde viven las locomotoras. De ese modo el reverendo empezó a planificar un lugar para establecer el marco específico de las historias. Durante una visita a la isla de Man, descubrió que el obispo de la isla era llamado el Obispo de Sodor y Man. El nombre Sodor venía de Sudrey, las islas del sur, pero el reverendo decidió que de establecer una isla ficticia entre Man y Gran Bretaña con ese nombre, sería una gran idea.
Años después, Wilbert y su hermano George Awdry, que era bibliotecario del Club Liberal Nacional, escribieron el libro de The Island of Sodor: Its People, History and Railways sobre la isla ficticia donde se habla de su geografía, la lengua que se hablaba, su historiografía, industrias y ferrocarriles.

## The Railway Series, el Ferrocarril Británico y el movimiento de preservación
El reverendo Wilbert Awdry creía firmemente en las locomotoras de vapor como algo sumamente importante por lo que en varios de sus libros e historias criticaba los planes de modernización o situaciones del Ferrocarril Británico, al cual en las historias se referían como el ″Otro Ferrocarril″. El libro Troublesome Engines criticaba por ejemplo las disputas industriales en el Ferrocarril Británico.
Otro de los aspectos más criticables es el uso de las locomotoras diésel en sustitución por las locomotoras de vapor. De ese modo, varias de las locomotoras diésel que aparecieron se les caracterizaban por ser presuntuosas y maliciosas. Diesel, el antagonista de Duck and the Diesel Engine, hizo poner en su contra a la locomotora Duck por rencor, ya que Duck le desafió a llevar unos cuantos vagones viejos por ser mejor y revolucionario. Otra locomotora diésel también llegó a Sodor presumiendo de que era mejor y que todas las locomotoras de vapor deberían ser chatarra en Stepney the ″Bluebell″ Engine hasta que se estropeó por succionar sin querer el bombín del inspector.
Enterprising Engines es el libro que más critica a los diéseles ya que fue publicado en 1968, el año que las locomotoras de vapor fueron puestas en desuso y sustituidas por los diéseles. Dos diéseles llamados por sus números 199 y 7101 llegaron a Sodor. 199 era el más arrogante mientras que 7101 era más amable. 199 fue expulsado finalmente por su torpeza. En la historia de !Escape! del mismo libro, los diéseles actúan del mismo modo que un grupo de nazis en caza de judíos, o policías en busca de un preso fugado, sea inocente o no. En este caso de la locomotora de vapor Oliver que huye hacia Sodor, ya que Sir Topham Hatt no permite la destrucción de locomotoras de vapor, y es rescatado y llevado por el gemelo Douglas que lo deja en Crovan 's Gate, donde está el taller de reparaciones. Sir Topham Hatt ya sabe de Oliver y lo manda a reparar, finalmente diciendo delante de todas las locomotoras de Tidmouth que Todas las locomotoras de vapor siempre serán bienvenidas y tendrán un hogar en Sodor.
Pero no todos los diéseles llegaron a ser tan reacios en los libros. Daisy, que al principio era presumida y quisquillosa, demostró ser útil y se quedó en Sodor. BoCo, que ayuda a Edward en su ramal, al principio pareció borde cuando sin querer se llevó los vagones de mercancías de los gemelos Bill y Ben. Pero Edward les enseñó a respetarle, y acabó por integrarse en el grupo de las locomotoras de vapor de las cuales muchos de ellos tenían cierta distancia debido a la malicia de Diesel, el que acosó a Duck. Mavis era un diésel nuevo e inexperto que ayuda en la cantera de Anopha y quería hacer las cosas a su manera, cosa que disgustaba al veterano Toby y tras varias lecciones, Mavis aprendió a ser realmente útil. Bear, el nuevo nombre del diésel 7101 por los rugidos que emite su motor, también se quedó en Sodor por su utilidad y ayuda a Henry, Gordon y James. Rusty, el pequeño diésel del ferrocarril de Skarloey, es amable y ayuda en las tareas de mantenimiento del ferrocarril. A partir de los libros de Christopher Awdry, la apariencia de los diesels como nocivos para el ferrocarril se fue apagando y de ahí están los personajes del Diesel del Taller, que ayudó a James a convencerle que no todos los diesels son maliciosos. Philippa/Pip y Emma, que lleva a pasajeros desde Londres hasta Sodor, o Frank, del ferrocarril de Arlesdale, que en un principio era gruñón, demostró ser de gran utilidad. El último diésel presumido con las locomotoras de vapor fue el apodado 'Old Stuck-Up' que se estrelló en la pared trasera del hangar de Tidmouth en James and the Diesel Engines.
El entusiasmo del reverendo por las locomotoras de vapor sirvió para que en sus historias promocionase los ferrocarriles de vapor y permanezca su entusiasmo por siempre. Por poner ejemplos, varios de los ferrocarriles de Sodor están basados en muchos ferrocarriles auténticos. El ferrocarril de Skarloey está basado en el de Talyllyn, en Gales y en muchas historias se menciona también al verdadero ferrocarril y a sus locomotoras como Talyllyn y Dolgoch, los gemelos reales y base de inspiración de Skarloey y Rheneas. Incluso en los prólogos se promocionan varios de los ferrocarriles.
Otros ferrocarriles reales son el de Snowdon Mountain, también en Gales e inspiración del ferrocarril de Culdee Fell; y el de Ravenglass y Eskdale, en Cumbria fue la inspiración del ferrocarril de Arlesdale. Otros ferrocarriles de Sodor están directamente basados en los reales, como son el antiguo ferrocarril de Mid Sodor donde estaba Duke, y ahora es el de Arlesdale, basado en los ferrocarriles de Ffestiniog y Corris, o el ramal de Duck, también llamado el ″Pequeño Oeste″, basado en el ferrocarril de South Devon.
Como ya se comentó antes, varias locomotoras reales aparecen en los libros como son Flying Scotsman, que es presentado como uno de los hermanos de Gordon, Stepney, las locomotoras que mantienen Sodor en vilo mientras las locomotoras de Sodor van a Gran Bretaña entre ellas Jinty y Pug, Green Arrow, Mallard, Iron Duke, o City of Truro sirviendo como publicidad para el entusiasmo del ferrocarril de vapor. Wilbert la locomotora que aparece en Wilbert the Forest Engine está basada en una locomotora de vapor del ferrocarril del bosque de Dean, del cual el reverendo era presidente y de ese modo Christopher la nombró en honor de su padre.
En el libro de Thomas and the Great Railway Show, Thomas visita el Museo Ferroviario Nacional en York donde aparecían múltiples locomotoras incluida la locomotora The Rocket de Stephenson, aunque está en realidad es una copia del original que está expuesta en Londres. Al final del libro Thomas es condecorado como Miembro Honorario del Museo. Esto fue reflejado por la inclusión real del ferrocarril ficticio de Sodor con la extensa biblioteca de libros sobre ferrocarriles del Museo en reconocimiento por su influencia en la preservación del ferrocarril de vapor.

## Cameos, apariciones especiales y curiosidades
Como suele ocurrir en varias obras, sean literarias o audiovisuales, los creadores mismos o algunos compañeros suyos aparecen como personajes en las historias más que nada como visitantes de la isla de Sodor.
El mismo reverendo apareció en el libro de Small Railway Engines y Duke the Lost Engine aunque apodado como el Clérigo Delgado, cuyo oficio era el mismo: escritor de libros ferroviarios y reverendo. Este personaje llega a Sodor para encontrar inspiración en uno de sus libros y pasea por los alrededores del ferrocarril de Arlesdale junto a su amigo el Clérigo Gordo. También colabora en la búsqueda de Duke la locomotora perdida.
El Clérigo Gordo está basado en una persona real, el reverendo Teddy Boston, amigo de Wilbert Awdry y también entusiasta de los ferrocarriles. Su personaje es el que descubre el cobertizo donde Duke estaba encerrado durante unos treinta años, y al cual la veterana locomotora confunde con un vándalo.
El reverendo Awdry aparece también en algunas ilustraciones, pero solo como espectador. En una ilustración de Percy runs away se le puede ver junto a su familia mientras ven a Percy llevar vagones de mercancía. Otra aparición fue en Duck and the Diesel Engine junto a una persona muy parecida al ilustrador C. Reginald Dalby. Brian Sibley, el biógrafo del reverendo Awdry, propone que esto fuera una referencia al disgusto del reverendo de como Dalby dibujó a Duck.
El vicario de Wellsworth que aparece en Edward the Blue Engine podría ser una referencia a Teddy Boston, ya que este poseía una locomotora de tracción. Y Trevor, que era una locomotora de tracción, fue rescatado gracias al pago del vicario de Wellsworth.
Christopher Awdry nunca ha aparecido en las ilustraciones, pero en algunos prólogos ha dicho que ha hablado con varias de las locomotoras, pero solo como referencia humorística.
Otras personas asociadas con la serie de libros también aparecen referenciadas. El ilustrador Dalby apareció en sus propias ilustraciones dos veces: en los capítulos Off the rails de Gordon the Big Engine y Saved from scrap de Edward the Blue Engine. El editor de los libros, Eric Marriot, ha aparecido como nombre de una compañía de barcos en el capítulo Percy takes the plunge y su cara fue la inspiración del matrimonio Edwards para ilustrar la cara de Gordon.
El director Delgado llamado Peter Sam, jefe del ferrocarril de Skarloey, está basado en la persona de Edward Thomas, el director del ferrocarril de Talyllyn hasta 1951 y que a su vez hay una locomotora llamada Edward Thomas que es la locomotora en la que se basó la locomotora Peter Sam.
Gerard Fiennes, uno de los directores más estimados del Ferrocarril Británico, quiso llamar a su autobiografía The Fat Controller, el sobrenombre por el que se conoce Sir Topham Hatt, pero los editores no se lo permitieron.
Como ya se ha comentado, varias de las historias y sucesos que ocurren en los libros están basados en hechos reales que aparecieron en artículos publicados por entusiastas de los ferrocarriles en aquel tiempo.

## Los libros de The Railway Series
El número total de libros de esta serie es de 41. Los libros del 1 al 26 fueron escritos por el reverendo Wilbert V. Awdry, y los libros del 27 al 41 por su hijo Christopher Awdry.

## Los personajes de The Railway Series
Son muchos los personajes de los libros. Principalmente los protagonistas son las locomotoras sean de vapor o diesels. Como en la vida real las locomotoras no se mueven por sí solas sino que son conducidas por personas. Cada personaje tiene una personalidad distinta como los seres humanos. También tienen relevancia en las historias los vagones de pasajeros y los vagones de mercancías.
Aparte de las locomotoras y las personas, otros personajes secundarios que participan en las historias son otros vehículos como tractores, autobuses o coches.

## Volumen cancelado
En un principio, Christopher Awdry tenía pensado un libro llamado Barry The Rescue Engine, que presentaria a un nuevo personaje basado en un BR Standard clase 2MT 2-6-0, pero tuvo que cancelarlo debido a que tenía que producir el libro More About Thomas The Tank Engine remplazando a Barry The Rescue Engine. Aunque también se cree que su cancelación se debió a que se pedían más historias centradas en Thomas, a pesar de ello el personaje de Barry es mencionado en el capítulo 12 del libro Thomas the Tank Engine Man.

## Adaptaciones canceladas
Si bien Thomas y sus amigos es la adaptación más famosa de los libros a la televisión, no fue la única. Gracias al libro Thomas The Tank Engine Man se sabe que hubo muchos intentos de adaptar las historias de los libros a la televisión pero que muchas de ellas no avanzaban de la etapa conceptual, aunque hubo dos que avanzaron al punto de producirse un piloto como tal. La primera hecha en 1953 por la empresa británica de televisión BBC, la cual pidió el permiso de adaptar las historias de los libros a la televisión en formato de Acción en vivo. Adaptando la segunda historia del libro The Three Railway Engines, la triste historia de Henry, aunque debido a un incidente ocurrido en la producción. El cual consistió en la locomotora descarrilando en plena grabación en vivo, llevó a la cancelación de la serie a pesar de los intentos de la BBC por continuar con el proyecto.
Unos años después del incidente, Andrew Lloyd Webber a inicios de los años 1970 le propuso a Wilbert Awdry la idea de hacer un episodio piloto animado, con un formato musical y se empezó la producción del piloto que fue animado por Brian Cosgrove. El piloto fue completado a inicios de 1976, pero fue cancelado debido a que los americanos no le veían  mucho interés al proyecto. Después de ello, Andrew creó la obra de teatro Starlight Express, basado en los libros hechos por Wilbert Awdry, 
El hecho sería mencionado en el capítulo 16 y 20 del libro Unmasked: A Memoir y desde la página 310 hasta la 313 de las ediciones de 2016 del libro Thomas the Tank Engine Man.